# تريفيوم

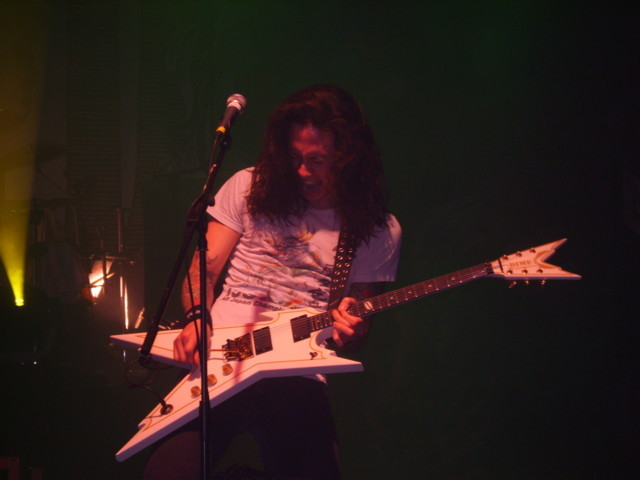
مات هيفي، أحد أعضاء الفرقة

تريفيوم (Trivium) هي فرقة هيفي ميتال أمريكية من مدينة أورلاندو في فلوريدا. تشكلت الفرقة في عام 2000 وهي لا تزال نشطة في المجال الموسيقي. قامت الفرقة بإنتاج أربعة أعمال موسيقية رئيسية، لقيت جميعها نجاحاً كبيراً.

## أعضاء الفرقة
- المغني وعازف الجيتار مات هيفي (Matt Heafy)
- عازف الجيتار كوري بوليو (Corey Beaulieu)
- عازف البيز جيتار باولو جريجوليتو (Paolo Gregoletto)
- الطبال نك أوغستو(Nick Augusto)

## الأعمال الموسيقية
- Ember to Inferno (عام 2003)
- Ascendancy (عام 2005)
- The Crusade (عام 2006)
- Shogun (عام 2008)
- In Waves (عام2011)

## وصلات خارجية
- تريفيوم على موقع IMDb (الإنجليزية)
- تريفيوم على موقع ميوزك برينز (الإنجليزية)
- تريفيوم على موقع أول ميوزيك (الإنجليزية)
- تريفيوم على موقع ديسكوغز (الإنجليزية)

- الموقع الرسمي